# Honberg-Sommer
Der Honberg-Sommer ist ein Open-Air-Festival, das seit 1995 jedes Jahr im Juli auf dem Honberg oberhalb der Stadt Tuttlingen stattfindet. Zum Festivalgelände inmitten der Festungsruine der Burg Honberg gehören neben einem Musikzelt ein Biergarten und ein Kinderzelt. Das rund zweiwöchige Zeltfestival wird jährlich von über 40.000 Menschen besucht. Ins Leben gerufen wurde das Festival vom Kulturzentrum Rittergarten e.V.

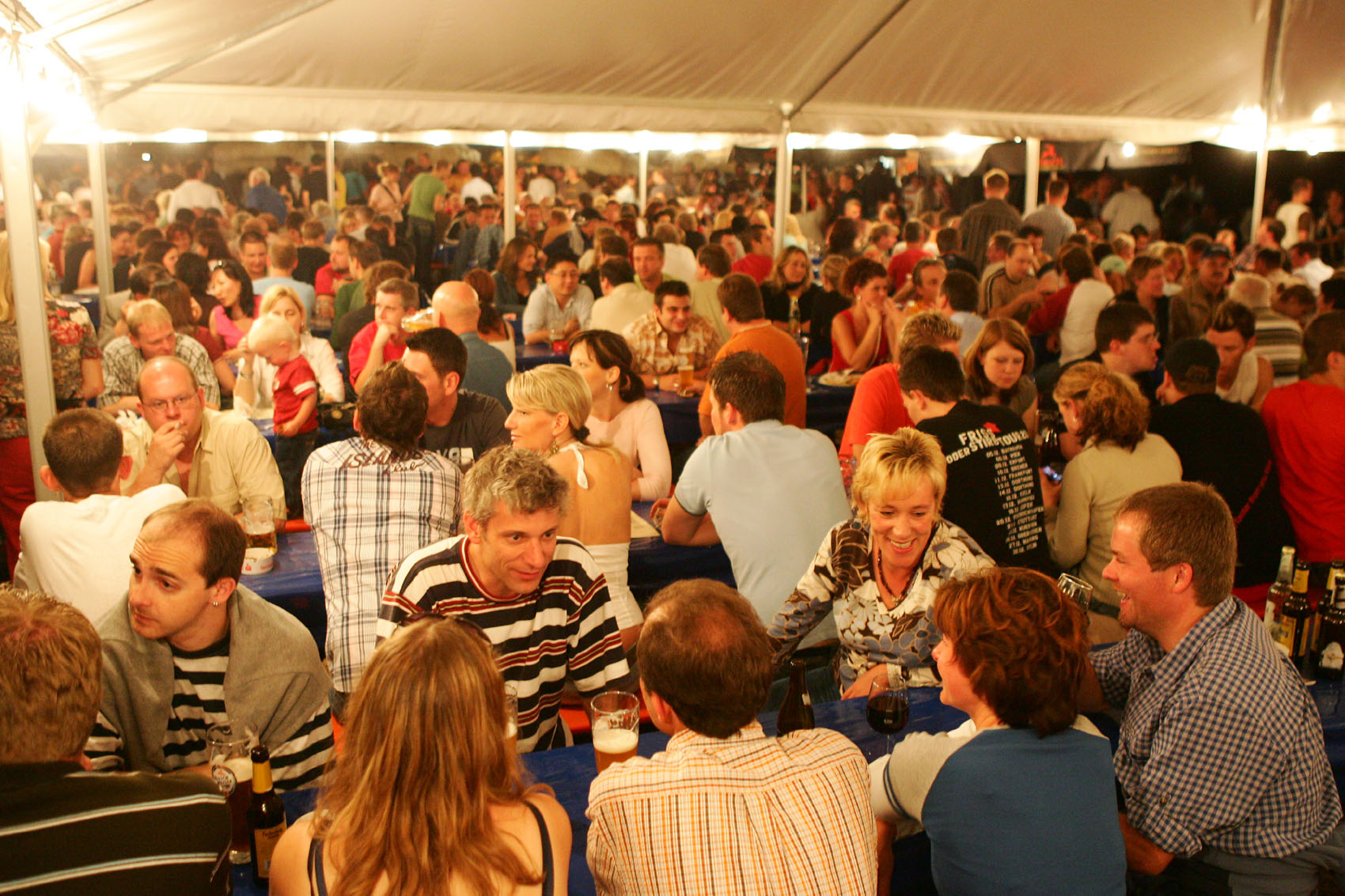
Der Biergarten bietet Platz für mehrere hundert Gäste

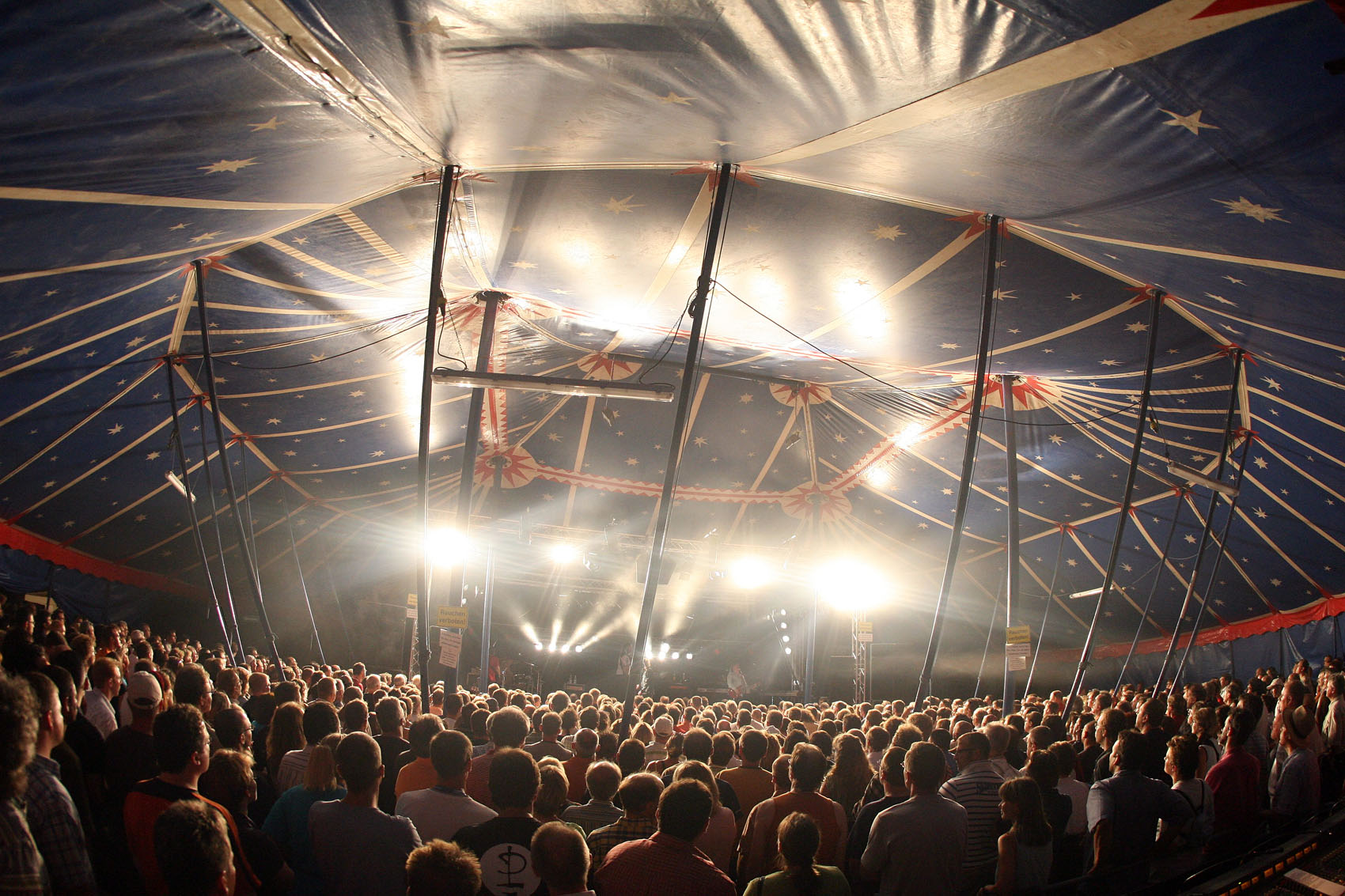
Musikzelt mit Konzertbesuchern

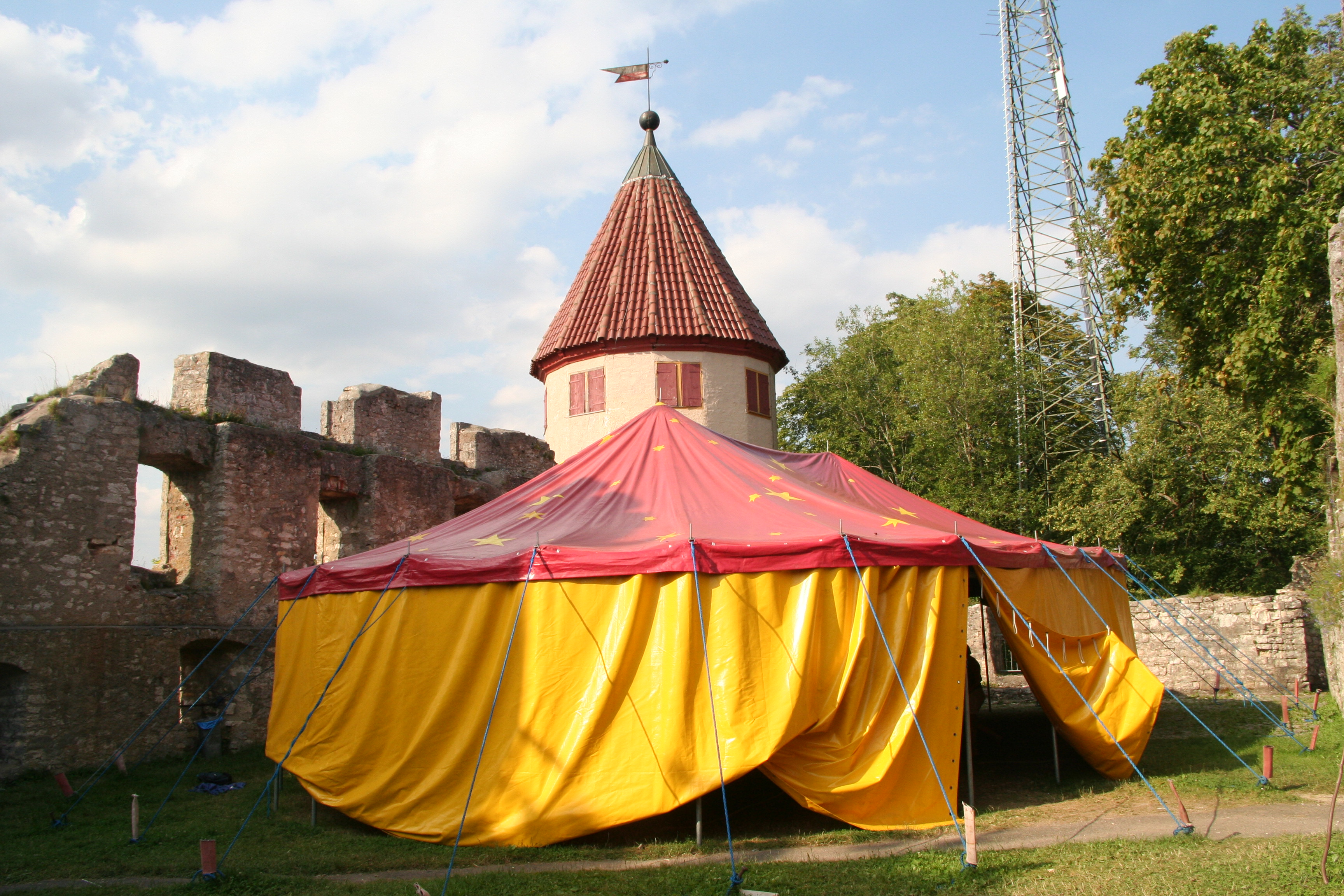
Im Kinderzelt spielen die kleinen Festivalbesucher

Täglich findet im Kinderzelt im Kleinen Burghof ein kostenloses Kinderprogramm statt.

## Bands und Daten

### 1995
Der 1. Honberg-Sommer fand 1995 vom 21. bis 30. Juli statt.
Burr & Klaiber, Giora Feidman, Gonzalo Rubalcaba and his Cuban Group, Jazzkantine, Khum Whua Chong Band, Klaus W. Hoffmann, La Framboise Frivole, Lazy Creek Jazz Band, Lester Bowie & Brazzy Voices, Schulze, Sens Unik, Subway to Sally, The Walkabouts

### 1996
Der 2. Honberg-Sommer fand 1996 vom 3. bis 17. Juli statt.
Banda Osiris, Candy Dulfer, Canned Heat, Cartel, Dieter Thomas Kuhn, Dr. Quincy & His Lemonshakers, Jazzkantine, Les Tambours du Bronx, Nikolai Thomàs, Nina Hagen, Paddy Goes to Holyhead, Penelope Houston, Pomm Fritz, Ringsgwandl, Schwabenoffensive

### 1997
Der 3. Honberg-Sommer fand 1997 vom 28. Juni bis 17. Juli statt.
Acapickels, Art Garfunkel, Chumbawamba, Dieter Thomas Kuhn, Dr. Quincy & His Lemonshakers, Element of Crime, Ezio, Fettes Brot, Hitzefrei – Varietè, Inner Circle, Jam Factory Youth Big Band, Jeff Healey Band, Nina Corti Ensemble, Ougenweide, Ulla Meinecke, Steve Lukather

### 1998
Der 4. Honberg-Sommer fand 1998 vom 10. Juli bis 26. Juli statt.
Al di Meola's World Sinfonia, Bilder einer Ausstellung – Varietè, Candy Dulfer & Funky Stuff, Cultured Pearls, Die kleine Tierschau, Dr. Quincy & His Lemonshakers, Erste Allgemeine Verunsicherung, Fünf Sterne deluxe, Georges Moustaki, John Mayall, Kriminacht, Manfred Mann’s Earth Band, Paddy Goes to Holyhead, Such a Surge, The Five Blind Boys of Mississippi, The Hamsters, Wirtschaftswunder

### 1999
Der 5. Honberg-Sommer fand 1999 vom 8. Juli bis 25. Juli statt.
Absolute Beginner, Angelo Branduardi, Burning Spear, Die Prinzen, Dr. Quincy & His Lemonshakers, Eric Burdon & The New Animals, Erotische Nacht, The Flying Pickets, Golden Gate Quartet, Heather Nova, Heinz Rudolf Kunze, Jam Factory Big Band, Konstantin Wecker, Las Chicas del Sol, Les Tambours de Brazza, Sissi Perlinger, Tito & Tarantula, Wirtschaftswunder

### 2000
Der 6. Honberg-Sommer fand 2000 vom 7. bis am 31. Juli statt.
Aswad, Badesalz, Berlin Varieté, Bettina La Castana, Candy Dulfer, Carmina Burana, Die kleine Tierschau, Dr. Quincy & his Lemonshakers, Erkan & Stefan, Gentleman, Huey Lewis & the News, Jan Garbarek, Group, Juan José Mosalini y orchestra, Konstantin Wecker & Hannes Wader, Mercedes Sosa, Mixtura Unica, Nicole, Spezializtz, The Canadian Brass, The King, Tower of Power, Wirtschaftswunder

### 2001
Der 7. Honberg-Sommer fand 2001 vom 29. Juni bis 22. Juli statt.
Abba 99, Al Jarreau, Apocalyptica, Berlin Varieté, Bonnie Tyler, Dianne Reeves, Die kleine Tierschau, Eat No Fish, Funky Brotherhood, H-Blockx, Helen Schneider, Kaya Yanar, Laith Al-Deen, Leningrad Cowboys, Lisa Fitz, Manfred Mann’s Earth Band, Montezuma’s Revenge, Omara Portuondo, Sissi Perlinger, Suit Yourself, Sweety Glitter & The Sweethearts, The Magnets, Turntablerocker

### 2002
Der 8. Honberg-Sommer fand 2002 vom 4. bis 21. Juli statt
Berlin Varieté, Bonfire, Buddy Guy, Candy Dulfer & Funky Stuff, Dave Hole, Doro, Glashaus, Haindling, Joe Satriani, Nena, Orange Blue, Push Up, Rosenfels, Soulkitchen, The Ten Tenors, The Hollies, Vanessa Amorosi, Vocal Sampling, Willy Astor, Wirtschaftswunder

### 2003
Der 9. Honberg-Sommer fand 2003 vom 3. bis 21. Juli statt
Aquabella, Barclay James Harvest, Berlin Varieté, Bonnie Raitt, De-Phazz, Dick Brave & the Backbeats, Dr. Quincy & His Lemonshakers, Gotthard, Hubert von Goisern, INXS, Krokus, Lisa Fitz & Nepo Fitz, Marla Glen, Mike Tramp, Miriam Makeba, Orishas, Pink Cream 69, Six Pack, Spider Murphy Gang, The Buffalo Chips, The Brother’s Special Beatles Night, The Hooters, Voice Male, Willy De Ville

### 2004
Der 10. Honberg-Sommer fand 2004 vom 9. bis 25. Juli statt
Berlin Varieté, Camerata, Die kleine Tierschau, In Extremo, Ingo Appelt, Itchycoo, Laith Al-Deen, Los Reyes, Kool & The Gang, MIA., Right Said Fred, Rolf Zuckowski, Six Pack, Soul Kitchen, The Bones, The Ten Tenors, Viva Voce, Vonda Shepard, Wirtschaftswunder

### 2005
Der 11. Honberg-Sommer fand 2005 vom 14. bis 30. Juli statt
Willy Astor, Berlin Varieté, Die Happy, Earth, Wind & Fire, Tim Fischer, Peter Frampton, Gotthard, Lukas Hilbert, İsmail YK, Leningrad Cowboys, Annett Louisan, Naturally 7, Lee Ritenour, Schandmaul, Christina Stürmer

### 2006
Der 12. Honberg-Sommer fand 2006 8. bis am 23. Juli statt.
A-cappella-Nacht, Alan Parsons Live Project, BAP, Berlin Varieté, Caveman, Culcha Candela, Jeff Beck, Laith Al-Deen, Manfred Mann’s Earth Band, Rebekka Bakken, Sissi Perlinger, Subway to Sally, Texas Lightning, Toto, Revolverheld / AK4711, Wirtschaftswunder

### 2007
Der 13. Honberg-Sommer fand 2007 vom 6. bis zum 22. Juli statt.
2raumwohnung, Willy Astor, Berlin Varieté, The BossHoss, Dr. Quincy & His Lemonshakers, Rainhard Fendrich, Gary Moore, Gianna Nannini, Global Kryner, The Hooters, Tim Fischer, Foreigner, Letzte Instanz, Martin Jondo, Vaya Con Dios, Suzanne Vega, Schandmaul

### 2008
Der 14. Honberg-Sommer fand 2008 vom 4. bis zum 20. Juli statt.
Laith Al-Deen, Willy Astor & Freunde, The Bangles, Basta, Robert Cray, Fiddler’s Green, GlasBlasSingQuintett, Höhner, Joe Jackson, Jethro Tull, Letzte Instanz, Steve Lukather, Magnum, Michael Schenker Group, No Roots Varieté, Pippo Pollina, Saltatio Mortis, Schiller, Sweety Glitter & The Sweethearts, Konstantin Wecker

### 2009
Der 15. Honberg-Sommer fand 2009 vom 9. bis zum 26. Juli statt.
Roger Hodgson, Barock, BAP, Willy Astor, GoCoo, Fünf vor der Ehe, Tonalrausch, Fool Moon, Martina Schwarzmann, Stefanie Heinzmann, Haindling, Marianne Rosenberg, Aloha from Hell / Luxuslärm, Global Kryner, Steve Winwood, Musicbox, Annett Louisan, Joe Bonamassa, ASP, Reincarnatus

### 2010
Der 16. Honberg-Sommer fand 2010 vom 9. bis 25. Juli statt.
EAV – Erste Allgemeine Verunsicherung, Roger Cicero & Big Band, José Feliciano & Band, Nina Hagen & Band, Konstantin Wecker & Hannes Wader, Die Varieté-Show 2010, The Hooters, Kris Kristofferson, Caveman, Mnozil Brass, Joe Bonamassa, The Baseballs, A-cappella-Nacht, Bela B. y Los Helmstedt, Subway to Sally & Dunkelschön

### 2011
Der 17. Honberg-Sommer fand 2011 vom 8. bis 24. Juli statt.
Gregg Allman, Angelo Branduardi, Anna Depenbusch, Eluveitie, Rainhard Fendrich, William Fitzsimmons, Sophie Hunger, Just Pink!, Letzte Instanz, Nachtgeschrei, Gianna Nannini, Martin O., Johannes Oerding, Philipp Poisel, Dr. Quincy & His Lemon Shakers, Fritz Rau, Robert Randolph, Martina Schwarzmann, Simple Minds, Varieté unzertrennBar, Viva Voce, Kim Wilde

### 2012
Der 18. Honberg-Sommer fand 2012 vom 6. bis 22. Juli statt.
The Rattles & Wirtschaftswunder, Mike & the Mechanics, Willy Astor, Varieté S.P.O.R.T, Pollina, Schmidbauer, Kälberer, Roger Hodgson & Band, Kurt Krömer, Saltatio Mortis: Gäste Feuerschwanz, Johannes State/Luxuslärm, BAP, Andreas Bourani/Klee, Die A-cappella-Nacht, Sarah Connor & Band, Popa Chubby / the Brew, Roger Cicero & Big Band

### 2013
Der 19. Honberg-Sommer fand 2013 vom 5. bis 20. Juli statt.
HMBC, Christina Stürmer, Manfred Mann’s Earth Band, Die A-Cappella-Nacht, Konstantin Wecker, Red Hot Chilli Pipers, Mrs. Greenbird, Oomph!, Detlev Jöcker, Das Honberg-Varieté, Madsen, Gov’t Mule, Stefanie Heinzmann & Band, Gotthard, Spider Murphy Gang

### 2014
Der 20. Honberg-Sommer fand 2014 vom 11. bis 27. Juli statt.
Dr. Quincy & His Lemonshakers, Texas, Flavia Coelho, Christina Stürmer, Martina Schwarzmann, Pippo Pollina, Revolverheld, Alan Parsons, Subway to Sally & Faun, HMBC, Caro Emerald, Honbrg-Sommer-Varietéshow, BAP, A Cappella-Nacht mit VoXXclub, OnAir und Fork, Krokus & Doro, Ten Years After, Andreas Kümmert

### 2015
Der 21. Honberg-Sommer fand 2015 vom 10. bis 26. Juli statt.
Dr. Quincy & His Lemonshakers, Uriah Heep, Mark Forster, Bonnie Tyler, Fork & Fuenf, Albert Hammond, Varieté Grammophobia, Laith Al-Deen, Jennifer Rostock, Willy Astor, Gregor Meyle, Die Orsons, Gernot Hassknecht, Marlon Roudette, Saltatio Mortis & Versengold, Dieter Thomas Kuhn, George Thorogood

### 2016
Der 22. Honberg-Sommer fand 2016 vom 8. bis 24. Juli statt.
Philipp Dittberner & Band, Milow, Donikkl, Prof. Alban & die Heimleuchter, Varieté Initial, Eure Mütter, Maybebop – Martin O, Dieter Thomas Kuhn & Band, Daniel Wirtz, Irie Révoltés und Frittenbude, Chris Norman, Gregor Meyle, Katie Melua, Konstantin Wecker, Die CubaBoarischen, Saltatio Mortis, The Hooters

### 2017
Der 23. Honberg-Sommer fand 2017 vom 7. bis 23. Juli statt.
Laith Al-Deen, Samy Deluxe, Kurt Krömer, Delta Q – Chilli da Mur – Bliss, Helge Schneider, Mnozil Brass, Rodscha und Tom, Matthias Reim, Michael Patrick Kelly, Radio Doria, Anastacia, Seven, Silly, Kenny Wayne Shepherd Band, Russkaja & Fiddler’s Green

### 2018
Der 24. Honberg-Sommer fand 2018 vom 6. bis 22. Juli statt.
Wirtschaftswunder, Höhner, Gotthard, Graham Nash, Steve Earle, Gregor Meyle, Wincent Weiss, Manfred Mann’s Earth Band, The Baseballs, Guano Apes, Alina, Nico Santos, Lionshead, Varieté „Zoophobia“; Süden (Werner Schmidbauer, Pippo Pollina, Martin Kälberer, A Cappella-Nacht mit Acoustic Instinct, Hörband und Ringmasters, Gernot Hassknecht, Joel Brandenstein, Elif, Wirtz, Versengold, Letzte Instanz)

### 2019
Der 25. Honberg-Sommer fand 2019 vom 5. bis 21. Juli statt.
Samy Deluxe, Angelo Kelly & Family, Willy Astor, Süden II (Werner Schmidbauer, Pippo Pollina und Martin Kälberer), Alvaro Soler, Kodaline, Beth Hart, Joris, Matthias Reim, A Cappella Nacht mit Anders, Gretchens Antwort und Cash’n’Go, Varieté „Spin!“, Milow, Namika, Kim Wilde, Doro, Glenn Hughes

### 2020
Der 26. Honberg-Sommer wird 2020 vom 10. Juli bis 26. Juli stattfinden.